# Llamada a la oración
La llamada a la oración o adán (en árabe: أَذَان‎, romanizado: aḏān, AFI: /ʔaðān/; otras variantes de transcripción son adan, adhan, azán, azan o azhan) es la fórmula que se usa en el Islam para convocar a los fieles a la oración obligatoria. Usualmente la recita el almuédano desde el minarete de la mezquita. La palabra أذان procede de la raíz أ-ذ-ن (ʼ-ḏ-n), que significa ‘oír’.
El objetivo es convocar a los fieles a la oración y se pronuncia cinco veces al día en el islam suní y tres veces en el islam chií. Tras el adán hay una segunda fórmula llamada iqāma que se pronuncia justo antes de iniciar la oración y que tiene por objeto informar precisamente de que la oración está por empezar, esto tanto entre los sunnie como entre los chiíes. Es muy similar al adán.
El adán, como la oración, se pronuncia siempre en árabe, lengua litúrgica del Islam. La única excepción a esto ha sido la de Turquía, donde el gobierno nacionalista de Mustafa Kemal Atatürk estableció en los años 20 la sustitución del adhan árabe por una traducción en turco. Finalmente, el 6 de junio de 1950, un cambio de gobierno permitió que se pudiera volver a utilizar el adán original.

## La sabiduría de hacer el adhan en el Islam
- Anunciar la llegada del tiempo del azalá y del lugar del mismo la mezquita.
- Instar a la gente a rezar en grupo.
- Llamar la atención de los descuidados hacia la práctica del rezo que tantas bondades nos atrae

## Virtudes del adhan en el islam
-Todos los que hayan oído la voz del muecín -persona que pronuncia el adhan- testificará en su favor ante Allah el Día del Juicio. El Profeta, la paz y las bendiciones de Allah sean con él, dijo: “ Todo Yinn, todo ser humano y toda cosa que oye la voz del muecín testifica en su favor el Día de la Resurrección ” [ Lo citó Al Bujari ] .
-Si la gente supiese sus virtudes competirían por hacerlo. Dijo el Profeta, la paz y las bendiciones de Allah sean con él: “ si la gente supiese lo bueno que encierran el adhan y la primera fila pues harían sorteo [ Para evitar conflictos se ven obligados a recurrir a sorteo para acceder a sus grandes beneficios] para ganárselos ” [ Lo citó Al Bujari ] .

## El adán suní
Según la tradición suní, la llamada a la oración no procede de Mahoma, sino de uno de sus compañeros. Sin embargo, Mahoma la prefirió frente a las campanas cristianas o el shofár (cuerno) judío.
En la oración del viernes hay dos adán. El segundo se recita una vez que la oración propiamente dicha ha concluido, cuando el imam da comienzo a su sermón. Entre ambos adán se recita la iqāma que señala el inicio de la oración, como es habitual.
Este es el contenido del adán suní (cada frase se pronuncia dos veces excepto la última):
| «Dios es el mejor» (x 4)                                 | ٱللَّٰهُ أَكْبَرْ               | Al•lāhu ʾākbar                          |
| «Testifico que no hay más dios que Dios» (x 2)           | أَشْهَدُ أَنْ لَا إِلَٰهَ إِلَّا ٱللَّٰهُ | ʾaxhadu ʾan lā ʾilāha ʾil•lā[A]l•lāh    |
| «Y testifico que Muhāmmad es el mensajero de Dios» (x 2) | أَشْهَدُ أَنَّ مُحَمَّدًا رَسُولُ ٱللَّٰهِ | ʾaxhadu ʾanna Muḥammadan rasūlu[U]l•lāh |
| «Acudid a la oración» (x 2)                              | حَيَّ عَلَىٰ ٱلصَّلَاةِ           | ḥaī•ia ʿalā [a]ṣ-ṣalāh                  |
| «Acudid a la salvación» (x 2)                            | حَيَّ عَلَىٰ ٱلْفَلَاحِ           | ḥaī•ia ʿalā [a]l-falāḥ                  |
| «La oración es mejor que el sueño»* (x 2)                | ٱلصَّلَاةُ خَيْرٌ مِنَ ٱلنَّوْمِ     | aṣ-ṣalātu ŷaīrun min an-naūm            |
| «Dios es el mejor» (x 2)                                 | ٱللَّٰهُ أَكْبَرْ               | Al•lāhu ʾākbar                          |
| «No hay más dios que Al•lāh» (x 1)                       | لَا إِلَٰهَ إِلَّا ٱللَّٰهُ         | lā ʾilāha ʾil•lā[A]l•lāh                |

*La frase «la oración es mejor que el sueño» se pronuncia únicamente al llamar a la oración del alba (al-faŷr). Puede haber pequeñas variaciones en las repeticiones de las frases: por ejemplo, la expresión Al•lāhu 'ākbar («Dios es lo más grande») a veces se dice sólo dos veces, en vez de las cuatro que se establecen aquí.

## El adán chií
La tradición chií, contrariamente a la suní, afirma que el aḏān fue compuesto por Dios y transmitido a Mahoma con el mandato de que fuera la manera de convocar a los musulmanes a la oración. 
| «Dios es lo más grande» (x 4)                          | ٱللَّٰهُ أَكْبَرْ               | Al•lāhu 'ākbar                          |
| «Testifico que no hay más divinidad que Dios» (x 2)    | أَشْهَدُ أَنْ لَا إِلَٰهَ إِلَّا ٱللَّٰهُ | 'Axhadu 'an lā 'ilāha 'il•lā[A]l•lāh    |
| «Testifico que Muhāmmad es el mensajero de Dios» (x 2) | أَشْهَدُ أَنَّ مُحَمَّدَاً رَسُوّلُ ٱللَّٰهِ | 'axhadu 'anna Muḥāmmadan rasūlu[U]l•lāh |
| «Testifico que Alī es el amigo de Dios»                | أَشْهَدُ أَنَّ عَلِيَّاً وَلِيُّ ٱللَّٰهِ   | axhadu 'anna 'Alī•ian ualīu[U]l•lāh     |
| «Acudid a la oración» (x 2)                            | حَيَّ عَلَىٰ ٱلصَّلَاةِ           | ḥaī•ia 'alā [a]ṣ-ṣalāh                  |
| «Acudid a la salvación» (x 2)                          | حَيَّ عَلَىٰ ٱلْفَلَاحِ           | ḥaī•ia 'alā [a]l-falāḥ                  |
| «Acudid al bien de la esperanza»                       | حَيَّ عَلَىٰ خَيْرِ ٱلْعَمَلِ        | ḥaī•ia 'alā ŷaīri [i]l-ʿāmal            |
| «Dios es lo más grande» (x 4)                          | ٱللَّٰهُ أَكْبَرْ               | Al•lāhu 'ākbar                          |
| «No hay más dios que Al•lāh» (x 2)                     | لَا إِلَٰهَ إِلَّا ٱللَّٰهُ         | lā 'ilāha 'il•lā[A]l•lāh                |

*La frase «Testifico que Ali es el amigo de Dios» es propia del chiismo y se refiere a la interpretación coránica de que Ali ibn Abi Talib, y después de él sus descendientes, fue designado por Dios para ser guía de los musulmanes tras la muerte del profeta. La expresión uālī Al•lāh (o uālī•iu[U]l•lāh) suele traducirse como «amigo de Dios», pero uālī significa también «guardián» o «gobernado».